# Texarkana (Texas)
Texarkana è una città della contea di Bowie, Texas, Stati Uniti, situata nella regione dell'Ark-La-Tex. Situata a circa 180 miglia (290 km) da Dallas, Texarkana è una città gemellata con la vicina Texarkana, Arkansas. La popolazione della città del Texas era di 36 317 abitanti secondo una stima del 2019. La città e la sua controparte dell'Arkansas costituiscono il nucleo dell'area statistica metropolitana di Texarkana, che comprende tutta la contea di Bowie, Texas, e la contea di Miller, Arkansas. Le due città unite avevano una popolazione totale di 65 974 abitanti secondo le stesse stime del 2019, e l'area metropolitana aveva una popolazione totale di 148 761 abitanti.

## Geografia fisica

### Territorio
Secondo lo United States Census Bureau, ha un'area totale di 29,45 mi² (76,28 km²).

## Società

### Evoluzione demografica
Secondo il censimento del 2010, la popolazione era di 36 411 abitanti.

### Etnie e minoranze straniere
Secondo il censimento del 2010, la composizione etnica della città era formata dal 55,4% di bianchi, il 37,1% di afroamericani, lo 0,5% di nativi americani, l'1,3% di asiatici, lo 0,0% di oceaniani, il 3,4% di altre etnie, e il 2,2% di due o più etnie. Ispanici o latinos di qualunque etnia erano il 6,4% della popolazione.